# Gerovo
 Gerovo  falu Horvátországban, a Tengermellék-Hegyvidék megyében. Közigazgatásilag Čabarhoz tartozik.

## Fekvése
Fiumétól 26 km-re északkeletre, községközpontjától 9 km-re délre, a horvát Hegyvidék nyugati részén fekszik.

## Története
Gerovo a horvát Hegyvidék legősibb települése, melyet már 1208-ban említenek. Alapításának pontos ideje nem ismert, valószínűleg a Fragepánok ősei a Vegliai grófok alapították. A középkorban itt vezetett át a Čabar felől Vinodol és a Tengermellék felé vezető kereskedelmi út. A 15. században már jelentős település volt, plébániáját 1504-ben említik először. Az 1570-es években határában vasércet találtak, melynek rövidesen megkezdődött bányászata is. 1577-ben Frangepán István halálát követően Gerovo is a Zrínyiek birtoka lett. Ebben az időben vált Gerovo a Hegyvidék központjává. 1670-ben felségárulás miatt Zrínyi Péter birtokait a kamara foglalta le. 1850-ben itt nyílt meg a község első iskolája.
A településnek 1857-ben 676, 1910-ben 813 lakosa volt. A trianoni békeszerződésig Modrus-Fiume vármegye Čabari járásához tartozott. 2011-ben 693 lakosa volt.

## Lakosság
| Lakosság változása | Lakosság változása | Lakosság változása | Lakosság változása | Lakosság változása | Lakosság változása | Lakosság változása | Lakosság változása | Lakosság változása | Lakosság változása | Lakosság változása | Lakosság változása | Lakosság változása | Lakosság változása | Lakosság változása | Lakosság változása |
| ------------------ | ------------------ | ------------------ | ------------------ | ------------------ | ------------------ | ------------------ | ------------------ | ------------------ | ------------------ | ------------------ | ------------------ | ------------------ | ------------------ | ------------------ | ------------------ |
| 1857               | 1869               | 1880               | 1890               | 1900               | 1910               | 1921               | 1931               | 1948               | 1953               | 1961               | 1971               | 1981               | 1991               | 2001               | 2011               |
| 676                | 695                | 563                | 733                | 649                | 835                | 813                | 892                | 681                | 796                | 1210               | 807                | 840                | 807                | 722                | 693                |

## Nevezetességei
Szent Hermagor és Fortunát tiszteletére szentelt plébániatemploma 1842-ben épült barokk stílusban. Háromhajós épület félköríves apszissal. Zömök harangtornya az északi oldalon áll. 1941-ben homlokzatán két kis tetővel ellátott fülkét alakítottal ki, ahova Szent Péter és Pál apostolok szobrait helyezték el. A templom mögött temető található.
A Svetogorskai Istenanya-templom épületkomplexumához egy monumentális, kápolnákkal szegélyezett lépcsősor vezet. A kiemelkedő terepen a túlnyomórészt barokk stílusú templom uralkodik. Az épület az időközben hozzáépített kápolnák miatt szabálytalan alaprajzú. Apszisa sokszögű, hátul sekrestyével. A főhomlokzathoz építették a magas, barokk toronysisakkal fedett harangtornyot. A komplexumhoz tartoznak a plébániaház és más épületek romjai. A templomban barokk és historikus freskók nyomai maradtak fenn. Barokk jellegzetességek a kórus, a presbitérium és a templomhajó közötti díszrács, a szószék és a sekrestyeszekrény, míg a főoltár és a mellékoltár képei klasszicista művek.